# Россоловка
Россоловка — река в России, протекает по Галичскому району Костромской области.
Берёт начало в сосново-берёзовых лесах. Течёт на север, пересекает железнодорожные пути. Устье реки находится в 40 км по левому берегу реки Вёкса. Длина реки составляет 14 км.

## Данные водного реестра
По данным государственного водного реестра России относится к Верхневолжскому бассейновому округу, водохозяйственный участок реки — Кострома от истока до водомерного поста у деревни Исады, речной подбассейн реки — Волга ниже Рыбинского водохранилища до впадения Оки. Речной бассейн реки — (Верхняя) Волга до Куйбышевского водохранилища (без бассейна Оки).
Код объекта в государственном водном реестре — 08010300112110000012342.